# ラファエル・ベハラーノ
ラファエル・ベハラーノ（Rafael Bejarano、1982年6月23日 - ）は、ペルー・アレキパ出身で、2011年現在はアメリカ合衆国で活動する騎手である。

## 来歴
ペルー国立騎手学校を卒業後に1999年にデビュー。リマ・モンテリーコ競馬場で最優秀見習騎手のタイトルを得た後、2002年春にアメリカに移り、ケンタッキー州ルイビルを拠点とする。その年の7月10日、オハイオ州シンシナティのリバーダウンズ競馬場で初勝利を挙げると、ケンタッキー州やニューヨーク州（ニューヨーク競馬協会）の主要競走を制していく。
2004年には455勝を挙げ、アメリカ年間最多勝利騎手に輝く。特にケンタッキー州フィレンツェのターフウェイパーク競馬場では、3月12日に1日7勝するなど、最終的に同競馬場記録となる年間196勝を挙げる。翌2005年の第19回ワールドスーパージョッキーズシリーズにも出場した。
アメリカクラシック三冠は2011年現在未勝利だが、2007年のブルーグラスステークスでは、前年のエクリプス賞最優秀2歳牡・セン馬で同年のケンタッキーダービーを制すストリートセンスをドミニカンで破る金星を挙げている。

## おもな勝鞍
- ブリーダーズカップ
  - フィリー&メアターフ（2005年インターコンティネンタル）
  - ディスタフ（2007年ジンジャーパンチ）
  - ジュヴェナイルスプリント（2011年Secret Circle）
- アルシバイアディーズステークス（2004年Runway Model）
- レーンズエンドブリーダーズフューチュリティ（2004年）
- カーターハンデキャップ（2005年）
- クイーンエリザベス2世チャレンジカップステークス（2005年）
- サンフェリペステークス（2005年）
- シャドウェルターフマイルステークス（2005年）
- ブルーグラスステークス（2007年）
- ジョン・C・マビーハンデキャップ（2007年）
- サンシャインミリオンズフィリー&メアターフステークス（2007年）
- サンシャインミリオンズディスタフ（2008年）
- ラスヴァージネスステークス（2008年）
- サンタマリアハンデキャップ（2008年）
- オグデンフィップスハンデキャップ（2008年）
- エディーリードハンデキャップ（2008年）
- ブリーダーズフューチュリティステークス（2008年）
- アーカンソーダービー（2009年）
- ケンタッキーオークス（2010年）
- ゲイムリーステークス（2010年）